# Mariposa (Metro de Los Ángeles)
Mariposa es una estación en la línea K del Metro de Los Ángeles y es administrada por la Autoridad de Transporte Metropolitano del Condado de Los Ángeles. La estación se encuentra localizada en la Calle Nash en El Segundo, California.
El Toyota Sports Center, la instalación de práctica para Los Angeles Kings, Los Angeles Lakers y Los Angeles Sparks, está localizada fuera de la estación.

## Bus connections

### Metro bus
- Metro Local: 232

### Otros autobuses locales
- Torrance Transit: 8 (Sentido sur)